# Тракслау
Тракслау (нем. Trachslau) — населённый пункт в Швейцарии, в кантоне Швиц.
Входит в состав округа Айнзидельн. Находится в составе коммуны Айнзидельн. Население составляет 873 человека (на 30 ноября 2006 года).